# Dichotomius bicornis
Dichotomius bicornis là một loài bọ cánh cứng trong họ Bọ hung (Scarabaeidae).